# Vovin
Vovin (henokovski: „Zmaj”) sedmi je studijski album švedskog sastava Therion. Diskografska kuća Nuclear Blast objavila ga je 4. svibnja 1998. Najprodavaniji je album grupe; diljem svijeta prodano je više od 125 000 primjeraka tog uratka.
Iako je objavljen pod imenom Therion, Christofer Johnsson, vođa skupine, tvrdi da je Vovin njegov samostalni uradak jer ga je snimio sa studijskim glazbenicima koji nisu članovi skupine.

## Popis pjesama
Tekstovi: Thomas Karlsson, glazba: Christofer Johnsson.
| 1.    | »The Rise of Sodom and Gomorrah«        | 6:45 |
| 2.    | »Birth of Venus Illegitima«             | 5:13 |
| 3.    | »Wine of Aluqah«                        | 5:02 |
| 4.    | »Clavicula Nox«                         | 8:47 |
| 5.    | »The Wild Hunt«                         | 3:47 |
| 6.    | »Eye of Shiva«                          | 6:17 |
| 7.    | »Black Sun«                             | 5:08 |
| 8.    | »The Draconian Trilogy: The Opening«    | 1:28 |
| 9.    | »The Draconian Trilogy: Morning Star«   | 3:34 |
| 10.   | »The Draconian Trilogy: Black Diamonds« | 2:56 |
| 11.   | »Raven of Dispersion«                   | 5:57 |
| 54:54 |                                         |      |

## Recenzije
| Recenzije           | Recenzije |
| Izvor               | Ocjena    |
| ------------------- | --------- |
| AllMusic            | [ 5 ]     |
| Chronicles of Chaos | 10/10     |
| Sputnikmusic        | 5/5       |

Dobio je pozitivne kritike. Pedro Azevedo dao mu je najvišu ocjenu u osvrtu za Chronicles of Chaos izjavivši da ga čine „odlične pamtljive melodije” koje su „veličanstveno odsvirane” te da je riječ o „zaista izvrsnu” djelu. Jednaku mu je ocjenu dao Sputnikmusicov recenzent; pohvalio je produkciju istaknuvši da se sva glazbala „savršeno jasno čuju” i da uradak čine „52 minute izvrsne glazbe”.
Jason Ankeny dao mu je četiri zvjezdice od njih pet pišući za AllMusic i izjavivši da „slijedi stil [prisutan] na prijašnjem albumu Theli” te da se odlikuje „bogatim i veličanstvenim zvukom koji nadilazi standarde žanra”.

## Zasluge
| Therion - Christofer Johnsson – gitara, klavijatura, produkcija, aranžman (za zbor i orkestar) Ostalo osoblje - Matthias Klinkmann – tonska obrada - Siggi Bemm – produkcija, miksanje, masteriranje, dodatna gitara - Thomas Karlsson – tekstovi pjesama - Jan Kazda – dodatni aranžman, dirigent (zbora i orkestra), bas-gitara - Nico – ilustracije - Theresa – ilustracije | Dodatni glazbenici - Tommy Eriksson – gitara - Waldemar Sorychta – dodatna gitara - Wolf Simon – bubnjevi - Lorentz Aspen – Hammondove orgulje (na 8., 9. i 10. pjesmi) - Ralf Scheepers – vokal (na pjesmi „The Wild Hunt”) - Martina Hornbacher – vokali (alt i sopran) - Sarah Jezebel Deva – vokali (alt i sopran) - Eileen Küpper – zborski vokal (sopran) - Angelika März – zborski vokal (sopran) - Dorothee Fischer – zborski vokal (alt) - Anne Tributh – zborski vokal (alt) - Gregor Dippel – zborski vokal (tenor) - Max Cilotek – zborski vokal (tenor) - Javier Zapater – zborski vokal (bas) - Jochen Bauer – zborski vokal (bas) - Petra Stalz – violina - Heike Haushalter – violina - Monika Malek – viola - Gesa Hansen – violončelo - Alois Kott – kontrabas |